# Joan Pagès
Joan Pagès (segle xv), fou conseller i vice-canceller del rei Alfons el Magnànim.

## Biografia[1]
Entre les poques dades que se'n tenen, consta que el 20 de març de 1452 el donzell Guerau Ivà Destorrent, fill del regent de la batllia de Martorell i Castellví de Rosanes, Pere Galceran Destorrent, el nomenà procurador seu a Nàpols.
Joan Ramon Ferrer va escriure un poema a la mort de Joan Pagès.
A la Biblioteca de Catalunya hi ha un manuscrit (ms. 591) a nom de Joan Pagès. Tanmateix, conté una nota segons la qual aquest Joan Pagès hauria mort el 1392. Llevat que la data sigui errònia (1392 per 1492, per exemple), seria una persona diferent del vice-canceller reial abans esmentat.

## Obres
- Lectura Porphirii (ms.591, fs. 1-38, de la Biblioteca de Catalunya).
- Lectura Aristotelis (ms.591, fs. 44-100 de la Biblioteca de Catalunya).